# A Nazionale 1975-1976
La A Nazionale 1975-1976 è stata la 36ª edizione del massimo campionato greco di pallacanestro maschile. La vittoria finale è stata ad appannaggio dell'Olympiakos.

## Risultati

### Stagione regolare
|     | Squadra           | G  | V  | P  | PF | PS | Pt. | Qualificazione            |
| --- | ----------------- | -- | -- | -- | -- | -- | --- | ------------------------- |
| 1.  | Olympiakos        | 22 | 22 | 0  |    |    | 44  |                           |
| 2.  | Aris Salonicco    | 22 | 16 | 6  |    |    | 38  |                           |
| 3.  | Panathīnaïkos     | 22 | 16 | 6  |    |    | 38  |                           |
| 4.  | AEK Atene         | 22 | 12 | 10 |    |    | 34  |                           |
| 5.  | Īraklīs Salonicco | 22 | 11 | 11 |    |    | 33  |                           |
| 6.  | Paniōnios         | 22 | 11 | 11 |    |    | 33  |                           |
| 7.  | Iōnikos Nikaias   | 22 | 9  | 13 |    |    | 31  |                           |
| 8.  | Panellīnios       | 22 | 10 | 12 |    |    | 31  |                           |
| 9.  | PAOK Salonicco    | 22 | 8  | 14 |    |    | 30  |                           |
| 10. | Sporting Atene    | 22 | 6  | 16 |    |    | 28  |                           |
| 11. | Maroussi          | 22 | 6  | 16 |    |    | 28  | retrocesse in B Nazionale |
| 12. | XAN Salonicco     | 22 | 5  | 17 |    |    | 27  | retrocesse in B Nazionale |

| A Nazionale 1975-1976 |
| --------------------- |
| Olympiakos 3º titolo  |

## Formazione vincitrice
| N° | Naz.                   | Ruolo | Sportivo              |  | Alt. |  |
| -- | ---------------------- | ----- | --------------------- |  | ---- |  |
|    | Grecia (bandiera)      |       | Steve Giatzoglou      |  |      |  |
|    | Grecia (bandiera)      | AC    | Giōrgos Kastrinakīs   |  | 204  |  |
|    | Grecia (bandiera)      |       | Paulos Diakoulas      |  |      |  |
|    | Stati Uniti (bandiera) |       | Paul Melini           |  |      |  |
|    | Grecia (bandiera)      |       | Kimonas Kokorogiannis |  |      |  |
|    | Grecia (bandiera)      |       | Giōrgos Mparlas       |  |      |  |
|    | Grecia (bandiera)      |       | Nikos Sismanidīs      |  |      |  |
|    | Grecia (bandiera)      |       | Paraskevas Tsantalis  |  |      |  |
|    | Grecia (bandiera)      |       | Thanasis Rammos       |  |      |  |
|    | Grecia (bandiera)      |       | Giannis Garonis       |  |      |  |
|    | Grecia (bandiera)      |       | Tolīs Spanos          |  |      |  |
|    | Grecia (bandiera)      | All.  | Faidōn Matthaiou      |  |      |  |